# Backstreet's Back Tour
Backstreet's Back Tour foi a terceira turnê musical do grupo estadunidense Backstreet Boys, que teve início em 27 de dezembro de 1997, Halifax, Canadá e foi encerrada em 31 de dezembro de 1998 em Orlando, Estados Unidos com um total de 113 concertos. Seu repertório incluiu canções do segundo álbum de estúdio do grupo, Backstreet's Back (1997) e canções de seu álbum de estreia homônimo de 1996.
Durante a Backstreet's Back Tour, o membro Brian Littrell passou por uma cirurgia a fim de corrigir um defeito cardíaco congênito que ele tinha desde o nascimento. Diversas datas da turnê foram adiadas, que foi interrompida definitivamente em maio de 1998 e retomada em julho do mesmo ano, contendo o retorno de Littrell, poucas semanas após sua cirurgia. Devido a isto, a turnê contou com tanques de oxigênio nas laterais do palco.

## Atos de abertura
- Los Umbrellos (14 de janeiro-1 de fevereiro de 1998, em datas selecionadas)[3]
- Westlife (17-18 de março de 1998)
- Solid HarmoniE (17-22 de março de 1998)
- Thomas Jules-Stock (24 de março-15 de abril de 1998, em datas selecionadas)
- N-Tyce (24 de março-15 de abril de 1998, em datas selecionadas)
- Aaron Carter (8 de julho-15 de setembro de 1998)[4]
- Jimmy Ray (8 de julho-15 de setembro de 1998, em datas selecionadas)
- S.O.A.P. (8 de julho-15 de setembro de 1998, em datas selecionadas)
- Chris Durán (18–19 de setembro de 1998)[5]
- INOJ (18–19 de novembro de 1998)
- LFO (30–31 de dezembro)

## Repertório
1. "That's The Way I Like It"
2. "I Wanna Be with You"
3. "Hey, Mr. D.J. (Keep Playin' This Song)"
4. "My Heart Stays with You" (apresentação solo de Howie Dorough)
5. "Lay Down Beside Me" (apresentação solo de AJ McLean)
6. "Nobody but You" (apresentação solo de Kevin Richardson)
7. "That's What She Said" (apresentação solo de Brian Littrell)
8. "Heaven in Your Eyes" (apresentação solo de Nick Carter)
9. "Let's Have a Party"
10. "Quit Playing Games (with My Heart)"
11. "All I Have to Give"
12. "Anywhere for You"
13. "I'll Never Break Your Heart"
14. "As Long as You Love Me"
15. "Get Down (You're the One for Me)"
16. "We've Got It Goin' On"
17. "Everybody (Backstreet's Back)"

1. "That's The Way I Like It"**
2. "If I Ever" (Acapella)/Dance Break*
3. "Just To Be Close To You"**
4. "Hey, Mr. D.J. (Keep Playin' This Song)"**
5. "My Heart Stays With You (apresentação solo de Howie D.)"**
6. "Lay Down Beside Me (apresentação solo de AJ McLean)"**
7. "Nobody But You (apresentação solo de Kevin Richardson)"**
8. "That's What She Said (apresentação solo de Brian Littrell)"**
9. "I Need You Tonight/Heaven In Your Eyes (apresentação solo de Nick Carter)"**
10. "I Wanna Be with You*
11. "10,000 Promises*
12. "If I Don't Have You"*
13. "Like A Child"*
14. "Let's Have A Party"**
15. "Quit Playing Games (With My Heart) (grupo tocando instrumentos e em seguida, apresentando a banda)"**
16. "All I Have To Give"**
17. "Darlin'"*
18. "Anywhere For You"**
19. "I'll Never Break Your Heart"**
20. "As Long as You Love Me"**
21. "If You Want It to Be Good Girl (Get Yourself a Bad Boy)*

Bis
1. "Get Down (You're the One For Me)"
2. "We've Got It Goin' On"
3. "Everybody (Backstreet's Back)"

Notas
Indica que foi incluido em outras partes da turnê * 

## Datas da turnê
| Data                       | Cidade            | País             | Local                                      |                  |                  |
| América do Norte           | América do Norte  | América do Norte | América do Norte                           | América do Norte | América do Norte |
| -------------------------- | ----------------- | ---------------- | ------------------------------------------ | ---------------- | ---------------- |
| 27 de dezembro de 1997     | Halifax           | Canadá           | Halifax Metro Centre                       |                  |                  |
| 29 de dezembro de 1997     | Quebec            | Canadá           | Colisée de Québec                          |                  |                  |
| 30 de dezembro de 1997     | Montreal          | Canadá           | Molson Centre                              |                  |                  |
| 31 de dezembro de 1997     | Montreal          | Canadá           | Molson Centre                              |                  |                  |
| 1 de janeiro de 1998       | Montreal          | Canadá           | Molson Centre                              |                  |                  |
| 2 de janeiro de 1998       | Ottawa            | Canadá           | Corel Centre                               |                  |                  |
| 3 de janeiro de 1998       | Toronto           | Canadá           | SkyDome                                    |                  |                  |
| 5 de janeiro de 1998       | Montreal          | Canadá           | Molson Centre                              |                  |                  |
| 6 de janeiro de 1998       | Montreal          | Canadá           | Molson Centre                              |                  |                  |
| 7 de janeiro de 1998       | Quebec            | Canadá           | Colisée de Québec                          |                  |                  |
| 14 de janeiro de 1998      | Charlotte         | Estados Unidos   | Independence Arena                         |                  |                  |
| 15 de janeiro de 1998      | Atlanta           | Estados Unidos   | Fox Theatre                                |                  |                  |
| 16 de janeiro de 1998      | Louisville        | Estados Unidos   | Palace Theatre                             |                  |                  |
| 17 de janeiro de 1998      | Detroit           | Estados Unidos   | Fox Theatre                                |                  |                  |
| 18 de janeiro de 1998      | Columbus          | Estados Unidos   | Palace Theatre                             |                  |                  |
| 20 de janeiro de 1998      | Tampa             | Estados Unidos   | USF Sun Dome                               |                  |                  |
| 21 de janeiro de 1998[A]   | West Palm Beach   | Estados Unidos   | Coral Sky Amphitheatre                     |                  |                  |
| 22 de janeiro de 1998[B]   | Ponte Vedra Beach | Estados Unidos   | Nease High School Football Stadium         |                  |                  |
| 23 de janeiro de 1998      | Washington, D.C.  | Estados Unidos   | DAR Constitution Hall                      |                  |                  |
| 24 de janeiro de 1998      | Providence        | Estados Unidos   | Providence Performing Arts Center          |                  |                  |
| 27 de janeiro de 1998      | Albany            | Estados Unidos   | Palace Theatre                             |                  |                  |
| 28 de janeiro de 1998      | Plainview         | Estados Unidos   | The Vanderbilt                             |                  |                  |
| 30 de janeiro de 1998      | Indianápolis      | Estados Unidos   | Murat Theatre                              |                  |                  |
| 31 de janeiro de 1998      | Kansas City       | Estados Unidos   | Memorial Hall                              |                  |                  |
| 1 de fevereiro de 1998     | Dallas            | Estados Unidos   | Bronco Bowl                                |                  |                  |
| América do Sul             |                   |                  |                                            |                  |                  |
| 13 de fevereiro de 1998[C] | Viña del Mar      | Chile            | Anfiteatro de la Quinta Vergara            |                  |                  |
| 15 de fevereiro de 1998    | Tigre             | Argentina        | Anfiteatro del Parque de la Costa          |                  |                  |
| América do Norte           |                   |                  |                                            |                  |                  |
| 21 de fevereiro de 1998    | Lake Buena Vista  | Estados Unidos   | House of Blues                             |                  |                  |
| 15 de março de 1998[D]     | Orlando           | Estados Unidos   | Universal CityWalk                         |                  |                  |
| Europa                     |                   |                  |                                            |                  |                  |
| 17 de março de 1998        | Dublin            | Irlanda          | Point Theatre                              |                  |                  |
| 18 de março de 1998        | Dublin            | Irlanda          | Point Theatre                              |                  |                  |
| 20 de março de 1998        | Birmingham        | Inglaterra       | NEC Arena                                  |                  |                  |
| 21 de março de 1998        | Londres           | Inglaterra       | Wembley Arena                              |                  |                  |
| 22 de março de 1998        | Londres           | Inglaterra       | Wembley Arena                              |                  |                  |
| 24 de março de 1998        | Copenhagen        | Dinamarca        | Bella Center                               |                  |                  |
| 25 de março de 1998        | Gothenburg        | Suécia           | Scandinavium                               |                  |                  |
| 27 de março de 1998[E]     | Mannheim          | Alemanha         | Maimarkthalle                              |                  |                  |
| 28 de março de 1998[F]     | Cologne           | Alemanha         | Viva Television Studios                    |                  |                  |
| 29 de março de 1998        | Oslo              | Noruega          | Oslo Spektrum                              |                  |                  |
| 30 de março de 1998        | Estocolmo         | Suécia           | Stockholm Globe Arena                      |                  |                  |
| 31 de março de 1998        | Estocolmo         | Suécia           | Stockholm Globe Arena                      |                  |                  |
| 1 de abril de 1998         | Copenhagen        | Dinamarca        | Forum Copenhagen                           |                  |                  |
| 2 de abril de 1998         | Arnhem            | Países Baixos    | GelreDome XS                               |                  |                  |
| 3 de abril de 1998         | Arnhem            | Países Baixos    | GelreDome XS                               |                  |                  |
| 4 de abril de 1998         | Ghent             | Bélgica          | Flanders Expo                              |                  |                  |
| 5 de abril de 1998         | Ghent             | Bélgica          | Flanders Expo                              |                  |                  |
| 6 de abril de 1998         | Metz              | França           | Galaxie Amnéville                          |                  |                  |
| 7 de abril de 1998         | Paris             | França           | Zénith de Paris                            |                  |                  |
| 9 de abril de 1998         | Barcelona         | Espanha          | Palau dels Esports de Barcelona            |                  |                  |
| 12 de abril de 1998        | Valencia          | Espanha          | Plaza de Toros de Valencia                 |                  |                  |
| 13 de abril de 1998        | Madri             | Espanha          | Palacio de Deportes                        |                  |                  |
| 14 de abril de 1998        | Madri             | Espanha          | Palacio de Deportes                        |                  |                  |
| 15 de abril de 1998        | Lisboa            | Portugal         | Praça de Touros de Cascais                 |                  |                  |
| América do Norte           |                   |                  |                                            |                  |                  |
| 24 de abril de 1998[G]     | Orlando           | Estados Unidos   | Frontierland                               |                  |                  |
| 25 de abril de 1998[G]     | Orlando           | Estados Unidos   | Frontierland                               |                  |                  |
| 1 de maio de 1998[G]       | Orlando           | Estados Unidos   | Frontierland                               |                  |                  |
| 2 de maio de 1998[G]       | Orlando           | Estados Unidos   | Frontierland                               |                  |                  |
| 8 de maio de 1998[G]       | Orlando           | Estados Unidos   | Frontierland                               |                  |                  |
| 30 de maio de 1998[H]      | Mansfield         | Estados Unidos   | Great Woods Center for the Performing Arts |                  |                  |
| 8 de julho de 1998         | Charlotte         | Estados Unidos   | Charlotte Coliseum                         |                  |                  |
| 9 de julho de 1998         | Jacksonville      | Estados Unidos   | Jacksonville Veterans Memorial Coliseum    |                  |                  |
| 10 de julho de 1998        | Miami             | Estados Unidos   | Miami Arena                                |                  |                  |
| 11 de julho de 1998        | Orlando           | Estados Unidos   | Orlando Arena                              |                  |                  |
| 12 de julho de 1998        | Atlanta           | Estados Unidos   | Coca-Cola Lakewood Amphitheatre            |                  |                  |
| 15 de julho de 1998        | Bristow           | Estados Unidos   | Nissan Pavilion at Stone Ridge             |                  |                  |
| 16 de julho de 1998        | Philadelphia      | Estados Unidos   | CoreStates Center                          |                  |                  |
| 17 de julho de 1998        | Nova Iorque       | Estados Unidos   | Radio City Music Hall                      |                  |                  |
| 18 de julho de 1998        | New Haven         | Estados Unidos   | New Haven Veterans Memorial Coliseum       |                  |                  |
| 19 de julho de 1998        | Albany            | Estados Unidos   | Pepsi Arena                                |                  |                  |
| 21 de julho de 1998        | Darien Center     | Estados Unidos   | Darien Lake Performing Arts Center         |                  |                  |
| 22 de julho de 1998        | Cuyahoga Falls    | Estados Unidos   | Blossom Music Center                       |                  |                  |
| 23 de julho de 1998        | Noblesville       | Estados Unidos   | Deer Creek Music Center                    |                  |                  |
| 24 de julho de 1998        | Auburn Hills      | Estados Unidos   | The Palace of Auburn Hills                 |                  |                  |
| 25 de julho de 1998        | Louisville        | Estados Unidos   | Freedom Hall                               |                  |                  |
| 26 de julho de 1998        | St. Louis         | Estados Unidos   | Kiel Center                                |                  |                  |
| 28 de julho de 1998        | The Woodlands     | Estados Unidos   | Cynthia Woods Mitchell Pavilion            |                  |                  |
| 29 de julho de 1998        | Arlington         | Estados Unidos   | Music Mill Amphitheater                    |                  |                  |
| 31 de julho de 1998        | Kansas City       | Estados Unidos   | Kemper Arena                               |                  |                  |
| 1 de agosto de 1998        | Tinley Park       | Estados Unidos   | New World Music Theatre                    |                  |                  |
| 2 de agosto de 1998        | Milwaukee         | Estados Unidos   | Marcus Amphitheater                        |                  |                  |
| 4 de agosto de 1998        | Greenwood Village | Estados Unidos   | Coors Amphitheatre                         |                  |                  |
| 6 de agosto de 1998        | West Valley City  | Estados Unidos   | E Center                                   |                  |                  |
| 7 de agosto de 1998        | Las Vegas         | Estados Unidos   | MGM Grand Garden Arena                     |                  |                  |
| 8 de agosto de 1998        | Los Angeles       | Estados Unidos   | Universal Amphitheatre                     |                  |                  |
| 9 de agosto de 1998        | Los Angeles       | Estados Unidos   | Universal Amphitheatre                     |                  |                  |
| 11 de agosto de 1998       | Concord           | Estados Unidos   | Concord Pavilion                           |                  |                  |
| 13 de agosto de 1998       | Portland          | Estados Unidos   | Rose Garden Arena                          |                  |                  |
| 14 de agosto de 1998       | Seattle           | Estados Unidos   | KeyArena                                   |                  |                  |
| 15 de agosto de 1998       | Vancouver         | Canadá           | General Motors Place                       |                  |                  |
| 17 de agosto de 1998       | Calgary           | Canadá           | Canadian Airlines Saddledome               |                  |                  |
| 18 de agosto de 1998       | Edmonton          | Canadá           | Commonwealth Stadium                       |                  |                  |
| 19 de agosto de 1998       | Saskatoon         | Canadá           | Saskatchewan Place                         |                  |                  |
| 20 de agosto de 1998       | Winnipeg          | Canadá           | Winnipeg Arena                             |                  |                  |
| 22 de agosto de 1998       | Toronto           | Canadá           | Molson Amphitheatre                        |                  |                  |
| 23 de agosto de 1998       | Montreal          | Canadá           | Parc des Îles                              |                  |                  |
| 25 de agosto de 1998       | Halifax           | Canadá           | Citadel Hill                               |                  |                  |
| 27 de agosto de 1998       | Uniondale         | Estados Unidos   | Nassau Veterans Memorial Coliseum          |                  |                  |
| 28 de agosto de 1998       | Moosic            | Estados Unidos   | The Pavilion                               |                  |                  |
| 29 de agosto de 1998       | East Rutherford   | Estados Unidos   | Continental Airlines Arena                 |                  |                  |
| 30 de agosto de 1998[I]    | Geddes            | Estados Unidos   | State Fair Grandstand                      |                  |                  |
| 31 de agosto de 1998[J]    | Essex Junction    | Estados Unidos   | Champlain Valley Expo Grandstand           |                  |                  |
| 2 de setembro de 1998      | Uniondale         | Estados Unidos   | Nassau Veterans Memorial Coliseum          |                  |                  |
| 3 de setembro de 1998      | Providence        | Estados Unidos   | Providence Civic Center                    |                  |                  |
| 4 de setembro de 1998      | Columbia          | Estados Unidos   | Merriweather Post Pavilion                 |                  |                  |
| 5 de setembro de 1998      | Allentown         | Estados Unidos   | Allentown Fairgrounds                      |                  |                  |
| 14 de setembro de 1998[K]  | Allegan           | Estados Unidos   | Allegan County Fair Grandstand             |                  |                  |
| 15 de setembro de 1998[L]  | York              | Estados Unidos   | York Fair Grandstand                       |                  |                  |
| América do Sul             |                   |                  |                                            |                  |                  |
| 18 de setembro de 1998     | Buenos Aires      | Argentina        | Estadio Camilo Cichero                     |                  |                  |
| 19 de setembro de 1998     | Buenos Aires      | Argentina        | Estadio Camilo Cichero                     |                  |                  |
| América do Norte           |                   |                  |                                            |                  |                  |
| 18 de novembro de 1998     | Minneapolis       | Estados Unidos   | Target Center                              |                  |                  |
| 19 de novembro de 1998     | Minneapolis       | Estados Unidos   | Target Center                              |                  |                  |
| 30 de dezembro de 1998     | Tampa             | Estados Unidos   | Ice Palace                                 |                  |                  |
| 31 de dezembro de 1998     | Orlando           | Estados Unidos   | Orlando Arena                              |                  |                  |

Festivais e outros concertos diversos
| A Este concerto faz parte do Festival de Sanremo 1998 B Este concerto faz parte da feira anual South Florida Fair C Este concerto faz parte do Jam at Nease D Este concerto faz parte do Festival Internacional da Canção de Viña del Mar E Este concerto faz parte do Orlando Bands Together F Este concerto faz parte da Radio Regenbogen Party G Este concerto faz parte da VIVA Unplugged '98 | H Este concerto faz parte do Grad Nite I Este concerto faz parte da Kiss 108 Party J Este concerto faz parte da feira Great New York State Fair K Este concerto faz parte da feira Champlain Valley Fair L Este concerto faz parte da feira Allegan County Fair M Este concerto faz parte da feira York Fair |

### Concertos cancelados e datas reagendadas
| Data                   | Local                              | País           | Motivo/informações adicionais |
| ---------------------- | ---------------------------------- | -------------- | --- |
| 9 de janeiro de 1998   | Nease High School Football Stadium | Estados Unidos | Reagendado para 22 de janeiro de 1998 |
| 15 de março de 1998    | Universal CityWalk                 | Orlando        | Movido para 17 de março de 1998 como parte do "Orlando Band Together"                                                                                                |
| 17 de março de 1998    | RDS Simmonscourt                   | Irlanda        | Movido para o Point Theatre |
| 18 de março de 1998    | RDS Simmonscourt                   | Irlanda        | Movido para o Point Theatre |
| 13 de setembro de 1998 | Canterbury Park                    | Estados Unidos | Cancelado; seria parte do "Last Chance Summer Dance".O grupo permitiu que os detentores de ingressos participassem dos concertos de novembro de 1998 em Minneapolis. |
| 27 de novembro de 1998 | Kölnarena                          | Alemanha       | Cancelado; seria parte do "Hand in Hand for Children" |
| 1 de dezembro de 1998  | Kölnarena                          | Alemanha       | Cancelado |
| 2 de dezembro de 1998  | Muensterlandhalle                  | Alemanha       | Cancelado |
| 3 de dezembro de 1998  | Velodrom                           | Alemanha       | Cancelado |
| 4 de dezembro de 1998  | Messehalle 7                       | Alemanha       | Cancelado |
| 5 de dezembro de 1998  | Ostbayernhalle                     | Alemanha       | Cancelado |
| 6 de dezembro de 1998  | Maimarkthalle                      | Alemanha       | Cancelado |
| 7 de dezembro de 1998  | Hallenstadion                      | Suíça          | Cancelado |
| 9 de dezembro de 1998  | Messehalle Friedrichshafen         | Alemanha       | Cancelado |
| 10 de dezembro de 1998 | Bosch-Halle                        | Áustria        | Cancelado |
| 11 de dezembro de 1998 | Olympiahalle                       | Alemanha       | Cancelado |
| 13 de dezembro de 1998 | Stadthalle Bremen                  | Alemanha       | Cancelado |
| 14 de dezembro de 1998 | König Pilsener Arena               | Alemanha       | Cancelado |
| 15 de dezembro de 1998 | Festhalle Frankfurt                | Alemanha       | Cancelado |
| 16 de dezembro de 1998 | Hanns-Martin-Schleyer-Halle        | Alemanha       | Cancelado |